# Il Natale rubato
Il Natale rubato è un film del 2003 diretto da Pino Tordiglione. 
Il film è stato presentato in anteprima il 4 settembre 2003 durante la 60ª Mostra internazionale d'arte cinematografica di Venezia, dove ha ricevuto il Premio Mediterraneo Cinema. Il film ha inoltre ricevuto la Targa d'Argento dal Presidente della Repubblica Carlo Azeglio Ciampi.
Il film, con protagonista Patrizio Rispo, trae ispirazione da un fatto di cronaca avvenuto a Fontanarosa nella notte tra il 13 ed il 14 dicembre 1982, data in cui fu rubato l'antico e monumentale presepe, vanto artistico e storico di quel paese. I responsabili del furto non sono mai stati identificati.

## Trama
Fortunato, un umile bracciante agricolo rimasto presto vedovo, conduce una vita tranquilla nel piccolo paese irpino di Fontanarosa. Improvvisamente sua figlia, Filomena, è colpita da un male la cui cura richiede spese molto elevate. Avvilito già dalla perdita della moglie e ostinato a non lasciarsi portare via anche la figlia, Fortunato decide di rubare il prezioso presepe esposto nella Chiesa del paese, vendendone poi le pregiate statuine. Con i soldi guadagnati riesce a pagare le cure della figlia che in breve tempo si riprende completamente. Tuttavia resta in Fortunato un forte senso di colpa per il gesto commesso, rimorso che lo spinge a costituirsi al locale comando di polizia, portando come prova di accusa l'ultima statuina del presepe che ancora possiede. 
Data la fama di uomo giusto e umile di cui gode il contadino, i carabinieri stentano a credere alle sue parole, avviando un'analisi sull'autenticità della prova da lui fornita. 
I carabinieri, pur verificando la colpevolezza di Fortunato, capiscono la drammaticità della situazione in cui si è venuto a trovare il povero bracciante, decidendo di non arrestarlo.